# Efeito mesomérico

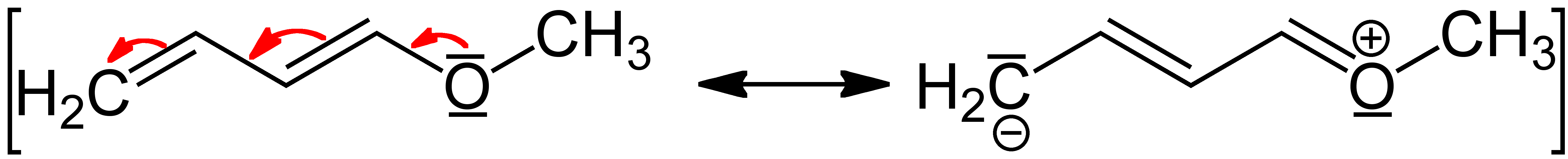
+M efeito

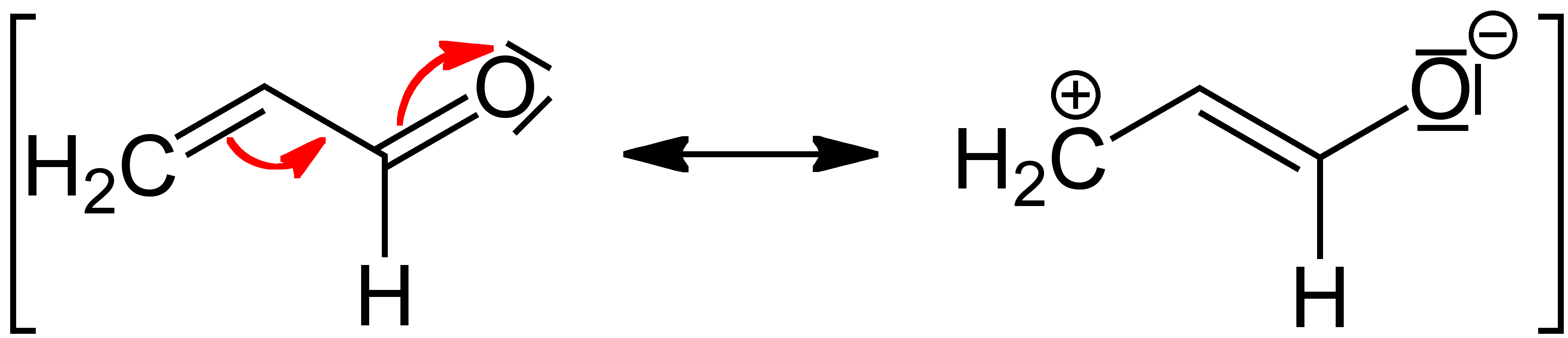
–M efeito

Em química, o efeito mesomérico ou efeito de ressonância é uma propriedade dos substituintes ou grupos funcionais em um composto químico. O efeito é usado numa forma qualitativa, e descreve as propriedades de atração ou liberação de elétrons dos substituintes, baseando-se em estruturas ressonantes relevantes, e é simbolizada pela letra M. O efeito mesomérico é negativo (-M) quando o substituinte é um grupo que atrai elétrons, e o efeito é positivo (+M) quando, a partir da ressonância, o substituinte é um grupo que libera elétrons.
- Exemplos de substituintes -M: acetilo - nitrilo - nitro
- Exemplos de substituintes +M: álcool - amina